# Volapük

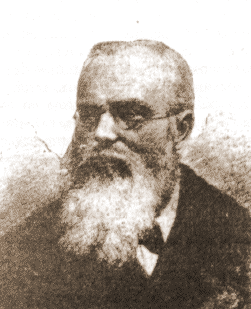
Johann Martin Schleyer

Het Volapük is een kunsttaal die in de jaren 1879-1880 door Johann Martin Schleyer, een katholieke priester in Baden, Duitsland, werd geconstrueerd. Naar eigen zeggen had Schleyer daartoe in een droom van God de opdracht gekregen. Gedurende één decennium genoot het Volapük een ongekende populariteit en had in die periode meer dan honderdduizend gebruikers over de hele wereld. Aan het succes van het Volapük kwam geleidelijk een einde nadat in 1887 het Esperanto ten tonele was verschenen. Tegenwoordig wordt de taal nog slechts door hoogstens enkele tientallen liefhebbers gesproken. Toch is het Volapük op het Esperanto na de meeste succesvolle internationale hulptaal uit de geschiedenis geweest.
De woordenschat van het Volapük is voornamelijk gebaseerd op het Engels en in mindere mate ook op het Duits, het Latijn en het Frans, talen die Schleyer alle uitstekend beheerste. De naam van de taal betekent "wereldtaal" en is opgebouwd uit twee woorden: vol en pük, afgeleid van de Engelse woorden world en speech. In oudere publicaties wordt het Volapük dan ook dikwijls aangeduid met de naam "de Wereldtaal".

## Geschiedenis

### Achtergrond
Het idee van een neutrale taal die de internationale communicatie zou kunnen vereenvoudigen en bevorderen, gaat terug tot de Verlichting. In de 17e eeuw hielden intellectuelen als Francis Lodwick, Thomas Urquhart, George Dalgarno, John Wilkins en Gottfried Leibniz zich bezig met het creëren van de "ideale taal", die zowel culturele verschillen kon overbruggen als helderheid zou brengen in het denkproces. Geen van deze zogenaamde filosofische talen is ooit daadwerkelijk gebruikt, hetgeen vermoedelijk te wijten is aan de onvolledigheid en het onpraktische karakter ervan.
In de 19e eeuw, een periode van groeiend nationaal bewustzijn, herleefde ook het streven naar een internationale taal. Een vroeg voorbeeld is de muziektaal Solresol van de Fransman Jean François Sudre, die enige populariteit genoot. In 1868 publiceerde de Franse taalkundige Jean Pirro Universalglot, het eerste "complete systeem voor een hulptaal dat gebaseerd is op gemeenschappelijke elementen in nationale talen."

### Ontstaan van het Volapük
Johann Martin Schleyer (1831-1912) was een Duitse priester, die van jongs af aan een grote belangstelling voor talen had gekoesterd. Het idee voor een internationale taal ontstond volgens hemzelf na een gesprek met een van de leden van zijn gemeente, een halfgeletterde Duitse boer die het contact met zijn naar Amerika geëmigreerde zoon had verloren omdat de Amerikaanse posterijen zijn handschrift niet konden lezen. In eerste instantie inspireerde dit Schleyer tot het maken van een "wereldalfabet". In de nacht van 31 maart 1879 zou de aan slapeloosheid lijdende Schleyer echter door God zijn benaderd, die hem opdroeg een internationale taal te gaan maken. Hierop toog hij opnieuw aan het werk en gedurende deze nacht ontwierp hij de basisprincipes van het Volapük. Eerst zette hij de grammatica en een woordenlijst op papier, vervolgens maakte hij enkele vertalingen en schreef hij zelfs hele gedichten.[dode link]
In mei van dat jaar publiceerde Schleyer voor het eerst een artikel over het Volapük in het Katholieke literaire tijdschrift Sionsharfe, waarvan hij redacteur was. Kort daarop verscheen in hetzelfde blad voor het eerst het devies van het Volapük:
Menade bal, püki bal
"Voor één wereld één taal"

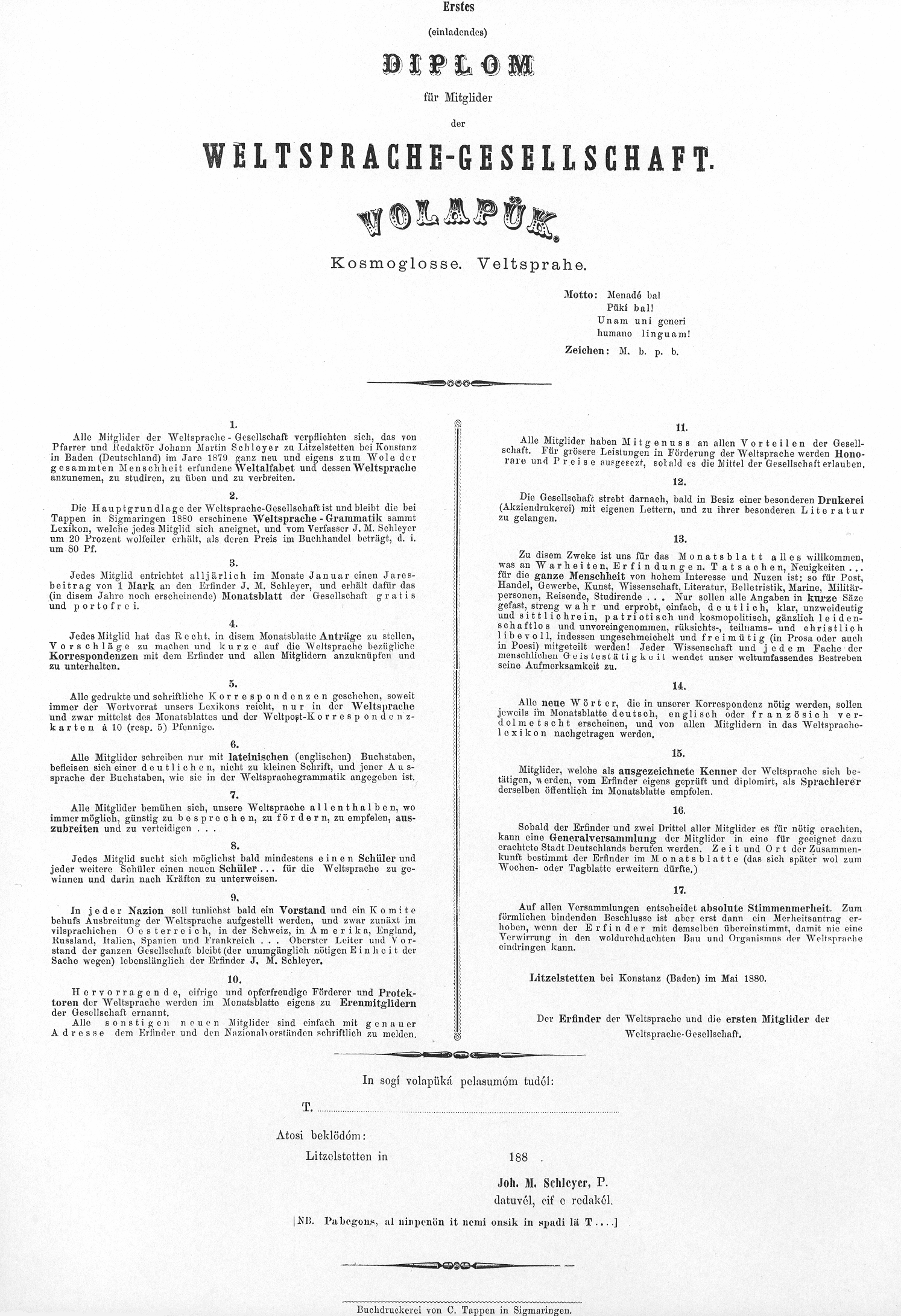
Een Volapükdiploma uit 1880

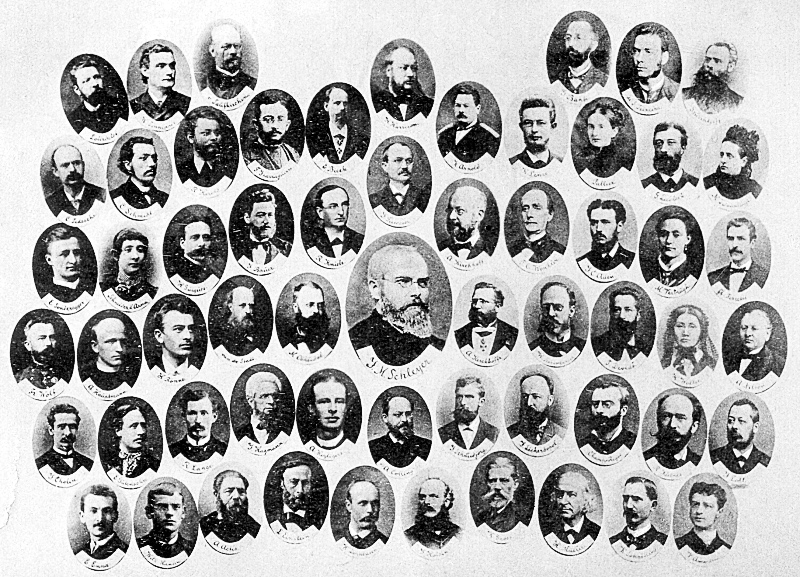
De Kadem bevünetik volapüka in 1887, met in het midden J.M. Schleyer

In 1880 volgde een in het Duits geschreven boek, getiteld "Volapük, die Weltsprache, Entwurf einer Universalsprache für alle Gebildete der ganzen Erde. Verfasser: J. M. Schleyer, Redakteur der „Sionsharfe“". Dit bevatte een grammatica en een woordenlijst van 2780 woorden. De taal sloeg aan en al snel wist Schleyer zich omringd door een groep gebruikers. Vanaf 1881 werd regelmatig een krant in het Volapük uitgebracht, Volapükabled. Schleyer zelf heeft weinig geschreven in het Volapük en naar verluidt sprak hij de taal ook niet vloeiend, maar anderen deden dit wel. Aldus bleef de populariteit van de taal groeien. De eerste Volapük-conventie vond plaats te Friedrichshafen in 1884, de tweede in 1887 te München. Op beide was het Duits de voertaal. Tijdens de tweede conventie werd de Kadem bevünetik volapüka ("Internationale Volapükacademie") opgericht, die zich ten doel stelde het Volapük te behouden en te verbeteren.
Tijdens de derde conventie, die in augustus 1889 in Parijs plaatsvond, werd alleen Volapük gesproken, zelfs door de obers. André Cherpillod schrijft hierover in een voorwoord:
Er waren ongeveer tweehonderd mensen uit vele landen aanwezig. En in tegenstelling tot de eerste twee conventies werd er alleen Volapük gesproken. Voor het eerst in geschiedenis van de mensheid en zestien jaar voor de conventie van Boulogne sprak een internationale conventie een internationale taal.
In 1889 waren er naar schatting 283 clubs actief, verschenen er 25 tijdschriften in of over het Volapük en waren er 316 leerboeken en grammatica's uitgegeven in 25 talen. Het aantal actieve gebruikers van het Volapük in die tijd wordt geschat op ca. 200.000, voornamelijk in Europa en Amerika. Er waren zo'n 1.600 gecertificeerde docenten actief. Er is zelfs een geval bekend van een native speaker, Corinne Cohn, dochter van Volapük-professor Henry Cohn, over wier verdere lotgevallen overigens niets bekend is..

### Teloorgang

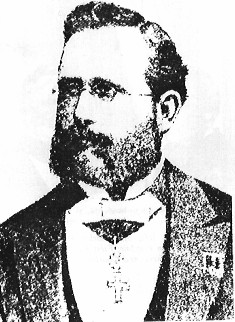
Auguste Kerckhoffs

Ondanks deze successen werd steeds duidelijker dat het Volapük ook nadelen had. De grammatica werd door velen als te moeilijk ervaren en de meeste woorden waren weliswaar op meerdere Europese talen gebaseerd, maar zodanig vervormd dat zij nauwelijks te herkennen waren. In 1887 stelde de door Benjamin Franklin in het leven geroepen American Philosophical Society een commissie in, die moest beoordelen of het Volapük geschikt was om als internationale taal te gaan dienen. Naar het oordeel van deze commissie voldeed het Volapük niet aan de basisvereisten, zoals een fonetische spelling en een eenvoudige grammatica.
In 1887 publiceerde Ludwik Lejzer Zamenhof zijn eerste boek over het Esperanto. Het Esperanto, dat veel gemakkelijker te leren en te lezen was, sloeg aan en werd al snel een geduchte concurrent voor het Volapük. Het duurde niet lang voordat volledige Volapükclubs omschakelden op het Esperanto.

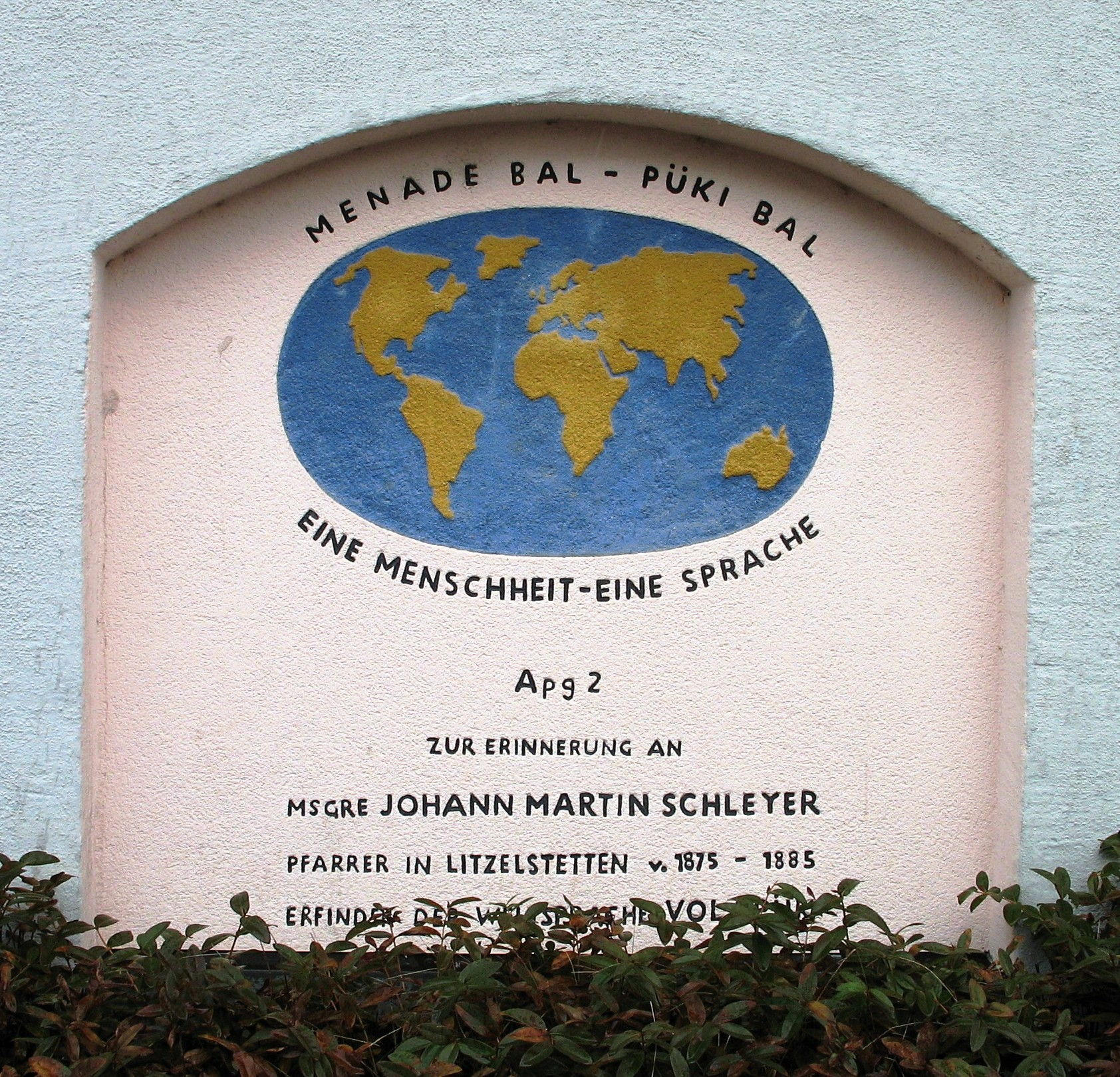
Een gedenksteen voor Schleyer in Litzelstetten, met de tekst in het Volapük: Menade bal, püki bal "Voor één wereld één taal".

Een andere oorzaak van de ondergang van het Volapük was het autocratische optreden van Schleyer zelf. Hij bleef het Volapük als zijn persoonlijk eigendom beschouwen en wenste de volledige controle te behouden over de woordenschat en de grammatica. Als datuval ("grote uitvinder") behield hij zich een absoluut vetorecht voor bij de invoering van nieuwe woorden en stond aldus een natuurlijke evolutie van de taal in de weg. Deze houding bracht hem in conflict met andere prominente voorvechters van het Volapük. Directeur van de Volapük-Academie was destijds de Nederlandse cryptograaf Auguste Kerckhoffs (1835-1903), die veel had gedaan voor de verbreiding van het Volapük in Frankrijk, Spanje en de Scandinavische landen en diverse boeken over het Volapük op zijn naam had staan. Namens de academie eiste hij tijdens het congres van 1889 diverse hervormingen, die echter alle door Schleyer werden afgewezen. In plaats daarvan stuurde Schleyer de voltallige academie naar huis en stichtte hij in 1890 een nieuwe, die gevestigd was in Konstanz en bestond uit 49 van zijn getrouwen. De activiteit van deze academie bleef echter beperkt tot het bekrachtigen van Schleyers beslissingen en na 1893 is er nooit meer iets van vernomen.
De weigering van Schleyer rekening te houden met de wensen van de gebruikersgemeenschap leidde tot diverse schisma's in de Volapükbeweging. Niet alleen stapten veel mensen over op het Esperanto, ook begonnen velen de taal op eigen gezag te hervormen. In sommige gevallen leidde dit tot de totstandkoming van nieuwe talen, de zogenaamde volapükiden, waarvan de meeste betrekkelijk obscuur zouden blijven: Nal Bino, Spelin en Language Universelle in 1886, Balta, Bopal en Nuvo-Volapük in 1887, Spokil in 1890, Dil en Anti-Volapük in 1893, Veltparl in 1896 en Dilpok in 1898. De bekendste van deze uit het Volapük voortgekomen talen is wel het Idiom Neutral van de Petersburgse ingenieur Waldemar Rosenberger (1848-1918). Rosenberger, die sinds 1892 directeur was van de (oorspronkelijke) Volapük-Academie, verving vrijwel de gehele woordenschat door woorden die meer leken op de West-Europese talen en paste ook de grammatica aan. In 1898 vormde hij de Academie om tot Akademi Internasional de Lingu Universal en vanaf dat jaar werden de circulaires van de Academie geschreven in deze nieuwe taal, die in 1902 officieel werd gepubliceerd. Overigens sloeg het Idiom Neutral evenmin als andere op het Volapük gebaseerde projecten aan en in 1908 zou de Academie uiteindelijk het Latino sine Flexione van de Italiaanse wiskundige Giuseppe Peano adopteren.
In 1900 hadden de door Schleyer erkende clubs bij elkaar nog slechts 159 leden.

### Wederopleving

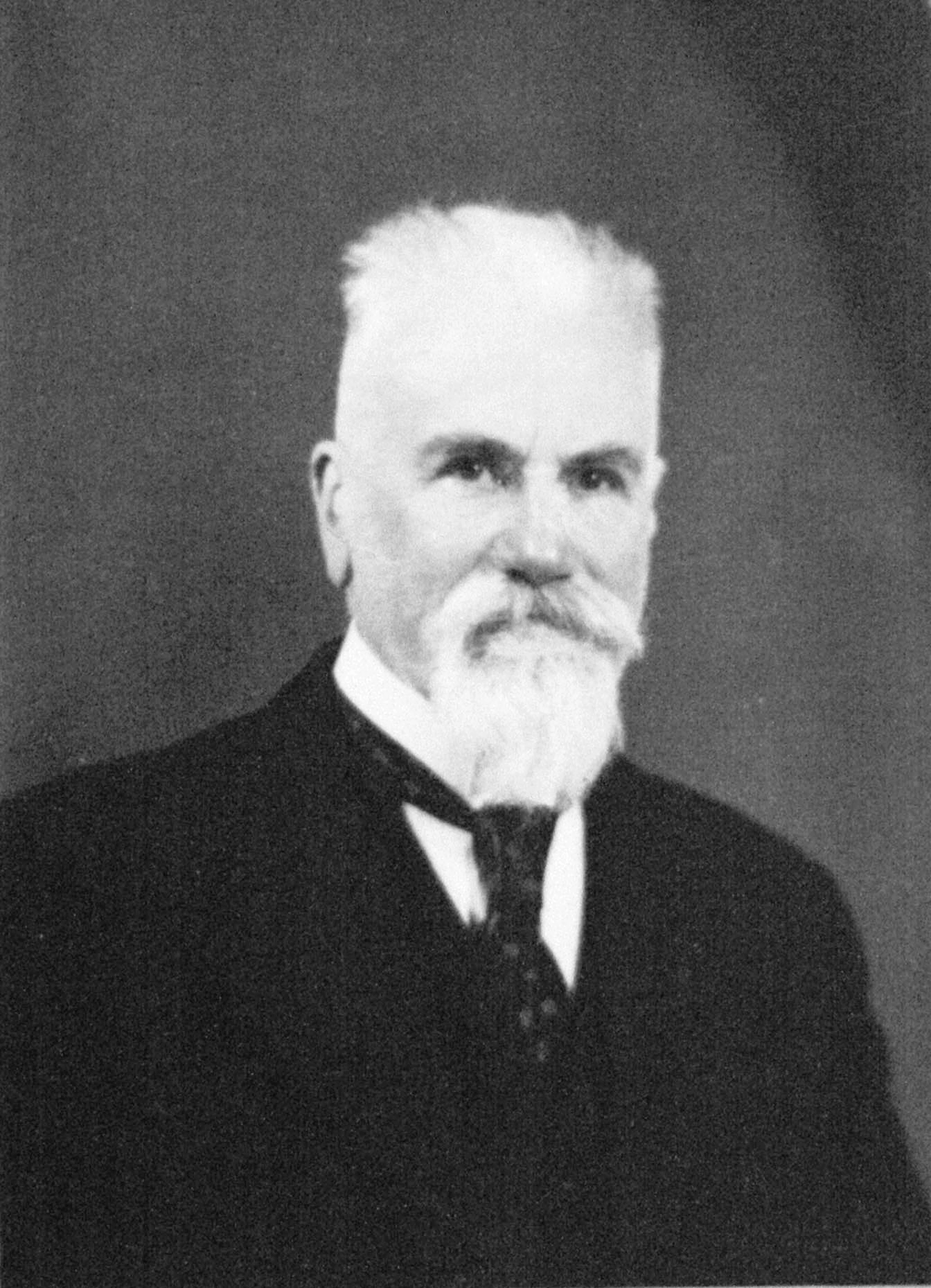
Arie de Jong

In de jaren 1930 beleefde het Volapük door toedoen van de Nederlander Arie de Jong (1865-1957) een kortstondige opleving. In 1931 publiceerde hij met goedvinden van het toenmalige hoofd van de Volapükbeweging, de cifal, een herziene grammatica en een Duits-Volapük/Volapük-Duits woordenboek. De Jong vereenvoudigde de grammatica, elimineerde enkele zelden gebruikte werkwoordsvormen en veranderde de door sommigen als seksistisch ervaren voornaamwoorden. Ook voerde hij het foneem /r/ in en gebruikte dit om woorden herkenbaarder te maken. Zo veranderde hij het woord lömib "regen" in rein. In 1952 publiceerde hij een vertaling van het Nieuwe Testament.
Op 1 januari 1934 werd een nieuwe Kadäm Bevünetik Volapüka ("Internationale Volapük-Academie") opgericht. Deze nam de plaats in van zowel de oorspronkelijke Volapük-Academie, die als gevolg van de hervormingen van Rosenberger in de jaren 1890 volledig buiten de Volapük-beweging was komen te staan, als de door Schleyer zelf opgerichte academie, die nooit een succes was geworden.
Onder leiding van De Jong genoot het Volapük opnieuw enige populariteit in Nederland en Duitsland. Het nationaalsocialisme, dat vijandig tegenover kunsttalen stond, maakte hieraan echter weer een eind.

### Volapük nu
De huidige cifal ("chef") van de Volapükbeweging is sinds 2014 de in Bonn woonachtige Hermann Philipps. Hij maakt deel uit van een ononderbroken reeks cifals die teruggaat tot Schleyer zelf. Zijn voorganger, de Engelsman Brian Bishop, is verzamelaar van Volapük-memorabilia en geeft aan het Volapük uit sentimenteel en historisch oogpunt levend te willen houden. Hij vergelijkt het Volapük met de stoomlocomotief:
Het is de moeite waard om te bewaren, zodat je kan zien hoe het was om erin te rijden, maar je zou hem niet graag in de plaats zien van de diesel- of de elektrische trein.
 Tegenwoordig wordt het Volapük door niemand meer als een serieuze kandidaat voor een wereldtaal beschouwd. Desondanks geniet de taal nog steeds belangstelling en is er altijd een kleine schare trouwe gebruikers gebleven. Het aantal mensen dat Volapük sprak, werd door Bishop in 2000 geschat op 20. Intussen is dat aantal aanzienlijk toegenomen. Tussen 2002 en 2020 was er een actieve Yahoo!-groep aan het Volapük gewijd, die in november 2010 ruim 200 leden had. Verder was er vele jaren een website actief die geheel in het Volapük was geschreven, Volapop!
Vooral door toedoen van een andere Engelsman, Ralph Midgley, is er de laatste jaren veel nieuw materiaal in en over het Volapük op het Internet verschenen, waaronder ook de korte cursus Volapük Vifik. Ook zijn er herdrukken verschenen van de standaardwerken van Arie de Jong. De Volapük-Academie bestaat sinds juli 2012 uit zeven leden.
Het meest gebruikt wordt tegenwoordig het zogenaamde Volapük Nulik ("Nieuw Volapük"), het Volapük zoals het eruitzag na de hervormingen van Arie de Jong. Deze versie wordt ook voorgestaan door de Academie. Schleyers Volapük Rigik ("Oorspronkelijk Volapük") wordt ook hier en daar ook nog wel gebruikt.

### Wikipedia in het Volapük
Sinds januari 2004 heeft het Volapük een eigen Wikipedia-project, de Vükiped Volapükik. Deze kwam in het nieuws nadat op 8 september 2007 dankzij de massale aanmaak van artikelen met behulp van een bot het aantal van 100.000 artikelen werd overschreden, terwijl de Vükiped in juni van dat jaar slechts zo'n 5.000 artikelen had gekend. Sérgio Meira, de man achter de botoperaties, lichtte deze actie als volgt toe:
Ik had gedacht dat ik zou kunnen proberen wat nieuwe mensen geïnteresseerd te krijgen om de taal te gaan leren en te gaan bijdragen, door iets lichtelijk krankzinnigs te doen, namelijk de Volapük-Wikipedia zo snel als ik kon te laten groeien.
 Dit kwam de Volapükeditie van Wikipedia op forse kritiek te staan en er volgden verhitte discussies, waarin zowel sluiting van het volledige project als verwijdering van alle door de bot aangemaakte artikelen werd geëist. Zo ver kwam het uiteindelijk niet, maar de bot werd wel een halt toegeroepen. In juli 2012 is de Wikipedia-editie in het Volapük met ca. 119.000 artikelen na die in het Esperanto nog steeds de grootste editie in een kunsttaal. Van dit aantal gaan er bijna 107.000 artikelen over steden.

## Alfabet

Schleyers ontwerp voor de klinkers met Umlaut

Het alfabet van het Volapük heeft 27 letters, inclusief de letter r die in 1931 door Arie de Jong aan het alfabet is toegevoegd. Er zijn drie letters met Umlaut: ä, ö en ü. Schleyer heeft voor deze letters speciale karakters ontworpen, maar in de praktijk zijn deze zelden gebruikt. De keuze voor deze klanken heeft vanwege het weinig internationale karakter ervan velen verbaasd, maar Schleyer was hierover heel beslist: zonder umlauts zou de taal zijn als "een kleurenplaat zonder violet, bruin, grijs of roze" (de dominante kleuren in de handmatig ingekleurde foto's die in die tijd gebruikelijk waren).
Het alfabet is als volgt:
| letter | IPA       |
| ------ | --------- |
| a      | [a]~[ɑ]   |
| ä (ꞛ)  | [ɛ]~[æ]   |
| b      | [b]       |
| c      | [tʃ]~[dʒ] |
| d      | [d]       |
| e      | [e]       |
| f      | [f]       |

| letter | IPA     |
| ------ | ------- |
| g      | [ɡ]     |
| h      | [h]     |
| i      | [i]     |
| j      | [ʃ]~[ʒ] |
| k      | [k]     |
| l      | [l]     |
| m      | [m]     |

| letter | IPA     |
| ------ | ------- |
| n      | [n]     |
| o      | [o]~[ɔ] |
| ö (ꞝ)  | [ø]     |
| p      | [p]     |
| (r)    | [r]     |
| s      | [s]~[z] |
| t      | [t]     |

| letter | IPA       |
| ------ | --------- |
| u      | [u]       |
| ü (ꞟ)  | [y]       |
| v      | [v]       |
| (w)    | [w]       |
| x      | [k][s]    |
| y      | [j]       |
| z      | [ts]~[dz] |

Het is onduidelijk hoe de sisklanken s, j, c en z precies uitgesproken moeten worden. In zijn boek Volapük - die Weltsprache wekt Schleyer de indruk dat s, j en z stemloos worden uitgesproken en c stemhebbend, maar in de voorbeelden die hij geeft is hij hierin niet consequent. Charles E. Sprague en K.A. Linderfelt volgen het voorbeeld van Schleyer. Arie de Jong stelt dat alle vier de letters stemhebbend worden uitgesproken,, Ralph Midgley en Ed Robertson daarentegen dat ze juist stemloos worden uitgesproken, waarbij Robertson opmerkt: "Some voicing is permitted". Volgens Johann Schmidt is c stemhebbend, j stemloos en worden s en z uitgesproken zoals in het Duits. Brian Bishop ten slotte schrijft dat beide uitspraken mogelijk zijn.

## Cijfers
De eerste tien cijfers in deze kunsttaal zijn: ser (0), bal (1), tel (2), kil (3), fol (4), lul (5), mäl (6), vel (7), jöl (8) en zül (9). Het getal 10 is deg.

## Grammatica

### Zelfstandig naamwoord
Het Volapük kent vier naamvallen: de nominatief, de genitief, de datief en de accusatief. Deze worden regelmatig gevormd.
- Nominatief: dom ("huis"), vol ("wereld")
- Genitief: doma, vola
- Datief: dome, vole
- Accusatief: domi, voli

In het meervoud krijgen al deze vormen de uitgang -s:
- Nominatief: doms, vols
- Genitief: domas, volas
- Datief: domes, voles
- Accusatief: domis, volis

Daarnaast wordt ook de vocatief soms als een afzonderlijke naamval gepresenteerd. Deze heeft in het Volapük dezelfde vorm als de nominatief, maar wordt altijd voorafgegaan door het woord o en gevolgd door een uitroepteken: O flens! "Vrienden!"
Ten slotte heeft het Volapük ook nog een predicatief, die overigens zelden wordt gebruikt. Deze kan worden gebruikt in een zin als: Ekölom yani rediku. "Hij heeft de deur rood geschilderd." Ter vergelijking: Ekölom yani redik. "Hij heeft de rode deur geschilderd."

### Lidwoord
Het Volapük kent geen lidwoord in de zin zoals dat in bijvoorbeeld het Nederlands wordt gebruikt. Flen kan dus zowel "de vriend" als "een vriend" betekenen. In geval waarin een onbepaald lidwoord nodig is omdat er anders verwarring kan ontstaan, kan het woord sembal "een zekere, een of andere" worden gebruikt.
Wel is er het woord el, dat als lidwoord wordt gebruikt voor eigennamen en andere zelfstandige naamwoorden die in de oorspronkelijke, ongeassimileerde spelling worden geschreven (vaak, doch niet altijd, worden deze tussen enkele aanhalingstekens geplaatst). Bijvoorbeeld: el ,Edelweiß’. Wanneer dit woord voor een persoon wordt gebruikt, kan het geslacht van de persoon in kwestie worden gespecificeerd met behulp van een voorvoegsel (hi- voor mannen, ji- voor vrouwen): hiel ,Johann Martin Schleyer’, jiel ,Angela Merkel’. Ook kan dit lidwoord van een achtervoegsel worden voorzien om het zelfstandig naamwoord nader te specificeren. In combinatie met -ak (gebruikt voor meren) kan dit bijvoorbeeld resulteren in: elak ,Bodensee’.
Woorden en namen die door dit lidwoord worden voorafgegaan, worden niet verbogen; in plaats daarvan krijgt het lidwoord de uitgang: buk hiela ,Schleyer’ "Schleyers boek".
Enkele oude handboeken vermelden ten slotte nog een onbepaald lidwoord un, dat gebruikt kan worden in gevallen als: "Ik wens niet een boek te hebben, maar dat boek.

### Bijvoeglijk naamwoord
Bijvoeglijke naamwoorden hebben altijd de uitgang -ik. Wordt die uitgang weggelaten, dan ontstaat een zelfstandig naamwoord dat de eigenschap aanduidt die door het bijvoeglijk naamwoord wordt uitgedrukt:
| Zelfst. nw.      | Bijv. nw.      | Herkomst   |
| ---------------- | -------------- | ---------- |
| gud "goedheid"   | gudik "goed"   | En. good   |
| gret "grootte"   | gretik "groot" | En. great  |
| jön "schoonheid" | jönik "mooi"   | Du. schön  |
| pöf "armoede"    | pöfik "arm"    | Fr. pauvre |

Normaal gesproken staat het bijvoeglijk naamwoord in het Volapük achter het bijbehorende zelfstandig naamwoord. In dat geval wordt het niet verbogen. In andere gevallen (wanneer het vóór het zelfstandig naamwoord staat of ervan wordt gescheiden door een of meer andere woorden), krijgt het bijvoeglijk naamwoord dezelfde uitgang als het zelfstandig naamwoord:
Löfob bukis jönik. "Ik hou van mooie boeken."

Löfob jönikis bukis. "id."

Bukis löfob jönikis. "id."

#### Trappen van vergelijking
De stellende trap wordt gevormd zoals hierboven staat aangegeven. In een vergelijking worden de woorden so ... äs ("even ... als") gebruikt: Binol so jönik äs ob. "Jij bent net zo mooi als ik."
De vergrotende trap wordt gevormd door de uitgang -ik te vervangen door -ikum. Datgene waarmee wordt vergeleken, wordt voorafgegaan door ka "dan": Binol jönikum ka ob. "Jij bent mooier dan ik."
De overtreffende trap wordt gevormd door de uitgang -ik te vervangen door -ikün: Binol jönikün. "Jij bent de mooiste."

#### Bijwoord
Van een bijvoeglijk naamwoord kan een bijwoord worden afgeleid door de toevoeging van de uitgang -o: delik "dagelijks" > deliko "elke dag, dagelijks".

## Woordenschat
De woordenschat van Volapük was gebaseerd op het Engels, met wat Duits en Frans.

## Voorbeeld
Het Volapükvoorbeeld hieronder is de vertaling van het gebed Onze Vader:
O Fat obas, kel binol in süls, paisaludomöz nem ola!
Kömomöd monargän ola!
Jenomöz vil olik, äs in sül, i su tal!
Bodi obsik vädeliki govolös obes adelo!
E pardolös obes debis obsik,
äs id obs aipardobs debeles obas.
E no obis nindukolös in tendadi;
sod aidalivolös obis de bas.
Jenosöd!

## Trivia
- In het Duitse dorp Oberlauda in Baden-Württemberg, de geboorteplaats van Schleyer, bevindt zich sinds september 2013 een Volapükplein.[39]
- Volapük stond centraal in aflevering 47 van de Vlaamse televisieserie Postbus X.
- In het dorp Litzelstetten, waar Schleyer als pastoor werkzaam was, bevindt zich de Martin-Schleyer-Straße.